# Антика
Антика (од фр. antique, лат. antiquus — „старински, древни”) је термин који означава период европске политичке и културне историје у којем су водећу улогу имале стара Грчка и Рим. Старогрчка цивилизација се простирала на просторима данашње Грчке, Мале Азије, Сицилије, јужне Италије, а касније и у Египту, Сирији и Индији. Пошто се старогрчка цивилизација не може ограничити само на Грчку, нити само на Грке, погоднији су старогрчки називи Хелада и Хелени.
Антика обухвата период од преко 15. векова, од 1000. п. н. е. до пада Западног римског царства (476) и затварања паганских филозофских школа у Источном, Јустинијановом царству око 500. године н. е.

## Значење појма
Појам антика има основно и шире значење, при чему постоје и варијације унутар основног значења о томе што се под њим разумева.

### Основно значење
Појам антика у својем основном значењу у литератури обухвата културе израсле на обалама Средоземља у раздобљу од око 1200. или 800. п. н. е. до око 500. или 600. године н. е, тј. приближно од појаве грчких градова-држава (полиса) и грчке архајске уметности до пропасти Западног римског царства и „паганске” културе. Постоји заједничка и непрекинута културна традиција, која почиње око године 800. п. н. е. развија се и уз разне промене се одржава кроз готово хиљаду и по година.
Понекад се у антику уврштава и старије доба Кретско-микенске културе, које почиње око 1900. п. н. е. Већина аутора ово раздобље разматра посебно. Појам антика првенствено подразумева културу Грчке и Рима и свих земаља које су биле под утицајем грчке и римске културе.
Појам се почео користити у Европи у средњем веку јер се о старим Грцима и Римљанима генерално говорило као о „старима”, док се о културама и цивилизацијама које су им претходиле није знало готово ништа све до 19. века.

#### Антика и стари век
Антика је у уобичајеној подели историја и део старог века (који започиње појавом првих цивилизација у Месопотамији и Египту око 3500. п. н. е. а завршава падом Западног римског царства).
Антика је последње раздобље старог века, после ње следи средњи век.

### Шире значење
У ширем смислу (уобичајено у свакодневном говору, понекад у литератури), појам антика означава давно прошло време, давнину. Понекад се користи и као погрда (пејоративно): застарели погледи и вредности, који су некада нешто значили, а данас су бесмислени; такође је то и особа, која има такве погледе.

## Раздобља унутар антике
Раздобље антике (у основном значењу) уобичајено се дели у три подраздобља.
1. Грчко доба. У првом раздобљу антике грчка је култура, иако доноси изванредне новине, још маргинална у односу на старе цивилизације и велике силе онога доба (Египат, Асирија, Вавилон или Персија).
2. Хеленизам. Након Александрових освајања (до 323. п. н. е.), Македонија постаје велесила и грчка се култура нагло шири у заузета подручја, која су раније већином била под влашћу Персије, потискујући традиционалне културе; тако настаје раздобље хеленизма.
3. Римско раздобље. Разни историчари различито означавају када престаје раздобље хеленизма, а започиње римско раздобље: од 201. п. н. е. (крај Другог пунског рата) до 30. п. н. е. (Египат, посљедње краљевство под хеленистичком динанстијом, пада под римску власт). Реч је наравно, као и увек када у историографији постоје оваква неслагања, о процесу, гдје је сваки фиксни датум мање или више арбитраран. У културном смислу, римско раздобље је наставак хеленизма.[2]

### Грчка
У области Егејског мора после микенске културе настале су промене које су изазвале нове инвазије племена са севера. Ово доба се из разлога недостатка података назива тамно доба. После завршетка овога доба наступа доба експанзије Спарте. На крају овога доба се у већини грчких полиса развила демократија. Висока густина настањености у Грчкој је проузроковала прекоморске експедиције и колонијализацију Средоземног мора и Црног мора. Колонијализација је полазила пре свега из градова Коринта, Мегаре и Милета. Колонијализација је дотакла такорећи све делове око Средоземног мора. На Сицилији је дошло до контакта између грчких колонија и феничких колонија што је резултовало конфликтима између Грка и Пуна.

#### Класично раздобље
Културни развој старе Грчке на прелазу 5. и 6. века п. н. е. доводи до класичког раздобља у развоју грчке културе и епохе које се карактерише савршеношћу у филозофским, политичким и културним мислима. Из политичког гледишта су се грчки полиси сукобили са Персијом. Грчко-персијски ратови су изазвали код Хелена јак утисак узајамности који су себе сматрали за браниоце цивилизације против источног варварства (у то доба овај израз није имао пежоративни значај). Ипак је грчки свет био јако разједињен и превазиђен привремено из разлога угрожености од спољњег непријатеља.
После успешне одбране против Персијанаца Хелени су око 477. п. н. е. ослободили грчке полисе на западној обали Мале Азије. Следило је доба које се карактерисало борбом за предност у положају у Грчкој између Спарте и Атине које је узроковала антички светски рат под именом Пелопонески рат 431. п. н. е. које се завршила победом Спарте. Само неколико година касније се грчки полиси сукобиће се у Коринтском рату. Долази до непрестаних ратова и Грчка се разорена непрекидним ратовима нашла у политичком вакууму. Многи Хелени су осећали да се губи некадашњи сјај њихове цивилизације и позивали су на уједињења. Реализације овога циља се латио македонски краљ Филип II који је у годинама 359. п. н. е. до 338. п. н. е. освојио такорећи целу Грчку и као нови грчки хегемон планирао је походе на Персију, али је био убијен.
Класично доба се сматра да је било излазна тачка и полазиште за западну културу. Основом грчке литературе били су епови Хомера „Илијада” и „Одисеја” које су Хелени сматрали за посвећене. Најомиљенију забаву широких маса представљало је позориште и драме Аристофана, Софоклеа и Еурипида дали су темеље укупне европске књижевности. Историјско дело Херодота представља почетак историографије. Античке филозофија у делима Сократа, Платона и Аристотела била је на своме врхунцу. Своје велике вредности досезала је архитектура, вајарство и музика као и сликарство. Хелени су у овим областима створили основе за даљи развој уметности.

### Хеленизам
После убиства Филипа II преузео је владавину у Македонији његов син Александар Велики који је после успостављања македонске власти у Грчкој почео своје походе на Персију 334. п. н. е. Најпре је ослободио грчке општине у Малој Азији а потом се упутио у персијску унутрашњост. После две године је савладао персијске земље и ступио на Египат. 333. п. н. е. се сукобио са Даријем краљем Персије код Иса и победио у тој бици. Дарије је успео да побегне и сакупио је поново војску али је после следеће битке Александар Велики продро у срце саме Персије и освојио Персеполис и Екбатан. Александар Велики је прогонио Дарија све до његове смрти после чега је наставио са својим походима на исток. На повратку са својих похода Александрова војска је претрпела велике губитке и вратио се у Вавилон где је планирао даље походе на Арабију али је 323. п. н. е. умро. Наставили су се ратови у којим се распала империја Александра Великог.
Дијадоси ({{јез-грч|Διάδοχοι — „наследници”) су били генерали Александра Македонског, који су након његове смрти међусобним ратовима поделили царство. Ти међусобни ратови су почетак хеленистичког периода, када су многи народи прихватили грчку цивилизацију. После 40 година ратова дијадоса формирају се три династије:
- Селеукиди у Персији, Вавилонији и Малој Азији
- Птолемејиди или Лагиди у Египту
- Антигониди у Грчкој и Македонији

### Рим
У својим почецима Рим је био град-држава у којем су владали краљеви етрурског порекла. Између 5. и 6. века п. н. е. су Римљани свргли ове краљеве и тиме се етрурска владавина завршава. У челу републике били су бирани сваке године два конзула. Експанзију Рима није зауставио ни упад Гала и тако је на почетку 3. века п. н. е. Рим стекао контролу над целом Италијом.
264. п. н. е. између Рима и Картагине долази до ратова у којим Римљани раширују своју моћ на Сицилију, Сардинију и Корзику, да би после победе Ханибала над римским легијама и његовог неуспелог похода на Апенинско полуострво и његовим дефинитивним поразом 202. п. н. е. дошло је до потпуног уништења града Картагине 149. п. н. е. и анексије свих поседа овог града у Африци од стране Римљана.
После 200. п. н. е. Римљани су почели да се ангажују и у Грчкој и источном Медитерану, у почетку као ослободиоци од македонске владавине, али су постепено успостављали владавину над целом Грчком и дефинитивно су поробили Хелене.

#### Криза републике
На крају 2. века п. н. е. Рим је био угрожен упадом германских племена који су са севера Европе кренули према југу. После неколико пораза Римљани су успели после реформи римских легија коју је извршио Гај Марије да савладају германска племена. Социјална напетост и недостатак војске довео је до политичких немира у самом Риму. Криза републике била је повећана од стране амбициозних политичара и војника који су следили властите циљеве. Римски сенат је био располовљен и пун разних фракција. Успостављање стабилне политичке ситуације је било отежано и појавом устанка робова под Спартакусом. Троје најпознатијих војсковођа су успоставили Тријумвират од којег је највише користи имао Јулије Цезар који је после 48. п. н. е. постао једини владар Рима, али је 44. п. н. е. био убијен у сенату и римска држава је опет запала у кризе. Октавијан Август је 31. п. н. е. добио сваку моћ у римској држави.

#### Римско царство
Октавијан је настојао да направи утисак да хоће да обнови републику, али је био једини владар у Римском царству и он је завео нови систем који је назван принципат. Постао је први римски цар. За време његове владавине још је проширена граница Римског царства но није успео да пороби Германију. За време његових наследника Тиберија, Калигуле, Клаудија и Нерона принципат је даље оснажен. После Нерона настала је кратка криза и грађански рат и нови цар је постао Веспазијан. Веспазијан је стабилизовао империју и управу, а једнако успешни су били и његови синови. За време Трајана Римско царство је била на врхунцу своје моћи и досегло је највећу величину. Доба владавине Марка Аурелија је било већ под великим притиском и масивном инвазијом Германа и Сармата.

#### Позно царство
Наставили су се напади германских племена, а појачали су се притисци сасанидске Персије на истоку и то је представљало велику опасност поред тога што је долазило до великог броје узурпација царског престола од стране разних вођа и војника римске војске. Тек за време Диоклецијана долази до узајамног јединства. Империје је била под управом четири цара. За владавине цара Диоклецијана било је последње велико прогањање хришћана. После Диоклецијана на власт је дошао Константин Велики које је на Босфору наредио изградити нови главни град Константинопољ и он је 313. године издао Милански едикт којим је дозволио хришћанство.
Од половине 4. века нарастао је интензитет упада германских племена. Ови догађаји су спојени са сеобом народа које је трајало такорећи 200 година и којем је као жртва пала западна половина римске империје. Стварају се германске државе на територији римске империје што доводи до нестајања целих римских провинција.
Године 476. после абдикације последњег римског цара Ромула Августула Западно римско царство се распало и угасило, док се Источно римско царство захваљујући бољим географским и привредним условима одбранило. За време Јустинијана I била је за неко време опет обновљена делом западна империја. Нарастајући утицаји хришћанства и грчке културе као и исламска експанзија потпуно су променили карактер државе и трансформисало је у Византијско царство.

### Појава хришћанства
У оквиру Римског царства јавља се хришћанство, које крајем 4. века постаје једина допуштена религија. Оно негира и уништава многе основне елементе античке културе (традиционална религија, филозофија, позориште, спортска такмичења итд.), али од ње је зависно- и неке њене делове преноси у средњи век.

## Значење и утицај антике
Значај антике за даљи развој светске историје је готово непроцењив. У том раздобљу леже корени развоја западног света. Јонска филозофија природе, атичка демократија, Римско право и религијски плурализам и толеранција су оставштина антике на коју се надовезују данашњи просветитељи, теоретичари државе, науке, борци за људска права и многи други.

## Античка књижевност
Античка књижевност, која је настала у Хелади, а настављена у Риму, представља, поред Библије, темељ на коме се развила европска књижевност.
Њен утицај је посебан и значајан и због тога што античка књижевност прва истиче књижевности својствену «естетску функцију», док су у исто време египатски и библијски текстови примарно свети текстови. У старој Грчкој учињен је заокрет од митологије према филозофији и науци. Нови начин мишљења, критички, био је супротстављен митском. То је омогућило да се из мита одвоји књижевност.
Са становишта светске књижевности то је епоха коју конституише континуирани развитак двеју великих књижевности, хеленске и римске.
Уобичајено је да се античка књижевност дели на
- хеленску књижевност и
- римску књижевност,

иако се оваквом поделом прекида историјски след, јер су у дугом периоду обе књижевности постојале упоредно.
Римска књижевност се развила на темељу и наслеђу развијеније хеленске књижевности.
Милош Ђурић дели хеленску књижевност на два периода:
- класични и
- покласични.

Покласични период књижевности дели на 
- александријски период хеленске књижевности и
- римски период.